# Dumbrava (okręg Kluż)
Dumbrava (węg. Gyerővásárhely) – wieś w Rumunii, w okręgu Kluż, w gminie Căpușu Mare. W 2011 roku liczyła 396 mieszkańców.